# Роберт М. Вегнер
Роберт М. Вегнер (псевдоним, пол. Robert M. Wegner, род. XX век) — польский писатель-фантаст, автор цикла «Сказания Меекханского пограничья».

## Творчество
В 2002 г. автор отправил редактору журнала Science Fiction два рассказа: научно-фантастический «Ostatni lot nocnego kowboja» и рассказ в жанре фэнтези «Ибо люблю тебя больше жизни» (первый рассказ Меекханского цикла «Юг»). Первый опубликован в 19 выпуске, второй же текст был утерян. Лишь спустя четыре года редактор нашел рассказ и напечатал, не имея контактов писателя. Покупая очередной номер журнала, автор, на тот момент переставший писать из-за недостатка времени, увидел знакомое название. Публикация рассказа и тёплый приём читателей положили начало новой работе над циклом.
Его книжным дебютом стал сборник «Сказания Меекханского пограничья. Север-Юг», изданный в 2009 году. Продолжением в 2010 г. стали «Сказания Меекханского пограничья. Восток-Запад». В 2012 году был выпущен первый роман в реалиях мира Меекхан под названием «Стальное небо». Все книги были опубликованы Powergraph.

## Награды
Шестикратный обладатель награды им. Януша А. Зайделя. Впервые он получил его за рассказ «Все мы меекханцы», опубликованный в сборнике «Сказания Меекханского пограничья. Север-Юг» в 2013 году, став вторым писателем, который получил награды в двух категориях — за лучший рассказ «Jeszcze jeden bohater» и лучший роман «Небо цвета стали». Он повторил свое достижение три года спустя, выиграв статуэтки за роман «Память всех слов» и рассказ «Milczenie owcy». В 2019 году в Полконе в Белостоке он получил шестую статуэтку за роман «Каждая мёртвая мечта» .
Двукратный лауреат Sfinks.
Трёхкратный лауреат награды им. Ежи Жулавского за повести «Небо цвета стали» в 2013 году, «Память всех слов» в 2016 г. и за «Каждая мёртвая мечта» в 2019 г.